# Friedrich Schmitt (Politiker, 1866)
Friedrich Schmitt (* 31. März 1866 in Neustadt im Schwarzwald; † 8. März 1941 in Freiburg im Breisgau) war ein deutscher Politiker und Verwaltungsbeamter.

## Leben
Friedrich Schmitt, Sohn eines Oberförsters, studierte Rechtswissenschaften an der Albert-Ludwigs-Universität Freiburg und der Ruprecht-Karls-Universität Heidelberg. 1887 wurde er Mitglied des Corps Suevia Freiburg. 1891 legte er die 1. und 1895 die 2. juristische Staatsprüfung ab. 1900 wurde er Amtmann beim Bezirksamt Lahr und 1902 beim Bezirksamt Überlingen. 1903 wurde er Sekretär beim Badischen Verwaltungsgerichtshof in Karlsruhe. 1906 wurde er Oberamtmann und zweiter Beamter des Bezirksamts Rastatt. 1907 wechselte er zum Bezirksamt Boxberg, zu dessen Amtsvorstand er 1908 ernannt wurde. 1910 wechselte er als Amtsvorstand zum Bezirksamt Wertheim und 1911 zum Bezirksamt Eberbach. Nach dessen Auflösung 1924 war er zunächst zweiter Beamter des Bezirksamts Heidelberg. Von 1927 bis zu seiner Pensionierung 1931 war er Landrat des Landkreises Müllheim.